# Artas (Glashersteller)
Artas war ein antiker Glashersteller des 1. Jahrhunderts n. Chr.
Artas ist nur durch eine Anzahl von signierten Glasgefäßen bekannt. Von ihm sind Trinkgefäße (Scyphi) und Griffschalen (Paterae und Trullae) bekannt, bei denen die Namens- und Ortsangabe ARTAS SIDON in Latein oder Griechisch mit einer Zange in das noch formbare heiße Material des Henkels gepresst worden ist.
Ob Artas aus Sidon gebürtig war oder ob er dort auch seine Werkstatt betrieb, ist ungeklärt. Die Mehrzahl der archäologischen Funde der von Artas signierten Gefäße stammt aus dem Westen des römischen Reiches, vor allem aus Italien. Falls die Werkstatt in Palästina ansässig war, weist dieses Verbreitungsbild auf einen intensiven Fernhandel hin.